# Marcel Couraud
Marcel Couraud (Limoges, 20 de octubre de 1912-Loches, 14 de septiembre de 1986) fue un director de coro y de orquesta francés. Destacó como intérprete de la música contemporánea, especialmente de la de Olivier Messiaen, aunque su repertorio era muy amplio y dejó grabaciones de compositores como Antonio Vivaldi, Johann Sebastian Bach o Johannes Brahms. 
Realizó sus estudios musicales en París, donde estudió órgano con André Marchal, composición con Nadia Boulanger, dirección orquestal con Charles Munch. Se matriculó en la École Normale de Musique, en la que se licenció en 1945. Fundó el grupo coral Marcel Couraud Vocal Ensemble que dirigió hasta 1954. Después, continuó su carrera en Stuttgart. En 1967 fue nombrado director del Coro de la ORTF en París. Fundó y dirigió el Groupe Vocal de France (1976-1978).